# تريا الصقلي
تريا الصقلي (ولدت في 1955 بالجديدة – ) هي سياسية مغربية.
انتُخبت عضوًا في القائمة الوطنية، خلال الانتخابات التشريعية المغربية لعام 2016 مع حزب التقدم والاشتراكية. وهي عضو في الكتلة البرلمانية من نفس الحزب، وعضو فاعل في مفوضية القطاعات الاجتماعية.